# German Hafner
German Hafner (* 3. März 1911 in Wilhelmshaven; † 21. März 2008 in Mainz) war ein deutscher Klassischer Archäologe.
German Hafner studierte in Berlin, Wien und Heidelberg Klassische Archäologie, Vorgeschichte und Kunstgeschichte und wurde 1938 bei Arnold von Salis in Heidelberg mit einer Dissertation über Viergespanne in Vorderansicht promoviert. Anschließend bearbeitete er die Bände des Corpus Vasorum Antiquorum für das Badische Landesmuseum Karlsruhe. Nach dem Kriegsdienst (1940–45) war er wissenschaftlicher Assistent am neugegründeten Institut für Klassische Archäologie an der Universität Mainz, wo er sich 1951 habilitierte. 1957 wurde er zum außerplanmäßigen Professor ernannt, 1963 zum Wissenschaftlichen Rat. 1976 wurde er pensioniert. Seine Forschungsarbeiten setzte er bis kurz vor seinem Tod fort. Er war Mitglied des Deutschen Archäologischen Instituts (DAI). German Hafner beschäftigte sich mit dem Gesamtgebiet der antiken Kunst, besonders mit Porträt- und Idealplastik.

## Schriften
- Viergespanne in Vorderansicht (Berlin 1938)
- Corpus Vasorum Antiquorum, Deutschland 7. 8 = Karlsruhe 1. 2 (1951. 1952)
- Späthellenistische Bildnisplastik (Berlin 1954)
- Zum Epheben Westmacott (Heidelberg 1955)
- Ein Apollon-Kopf in Frankfurt und die Niobidengruppe des 5. Jhs. (Baden-Baden 1962)
- Das Bildnis des Q. Ennius (Baden-Baden 1968)
- Kreta und Hellas (Baden-Baden 1968)
- Athen und Rom (Baden-Baden 1969)
- Polyklets Doryphoros (Frankfurt am Main 1997)
- Cassiodor (Stuttgart 2002)